# پای آمریکایی (فیلم)
پای آمریکایی یا شیرینی آمریکایی (به انگلیسی: American Pie) نام فیلمی کمدی، رومانتیک به کارگردانی پال وایتز و کریس وایتز و به نویسندگی آدام هرز در سال ۱۹۹۹ در آمریکا ساخته شد. این فیلم برنده ۹ جایزه  و همچنین ۱۴ بار کاندید دریافت جایزه، از فستیوال های جهانی فیلم شده است.

## داستان
چهار دوست دبیرستان "گریت فالز" در میشیگان به نام های کریس اوستریچر"اوز"، کوین مایر، جیم لونشتاین و پل فینچ پس از مشاهده موفقیت دوستانشان در پایان دادن به باکرگی خود، با هم عهد می بندند؛ که تا پایان جشن رقص فارغ التحصیلی خود و قبل از ورود به دانشگاه به باکرگی خود پایان دهند. اوز ستاره تیم چوگان به "هدر" دختری در گروه کر( آواز ) مدرسه نزدیک می شود و به خاطر او قید بازی نهایی چوگان را میزند و بدین ترتیب با رابطه ایی عاشقانه به هدف خود می رسد. کوین هم بعد از صحبت با فارغ التحصیلان سال های قبل و پیدا کردن کتاب جادویی سکس و مطالعه آن، با دوست دخترش "ویکی" وارد فاز جدیدی از رابطه جنسی می شود. رابطه جیم با همکلاسیش نادیا (که از کلاس باله، برای تعویض لباس و البته درس خواندن به خانه او می آید) با استرس زیاد و دو بار زودانزالی بدون رابطه، همراه میشود ولی بعد از نادیا موفق میشود با "میشل" که درگروه موسیقی مدرسه است، آشنا شود و میشل که قبلا باکرگی خود را در اردو از دست داده است؛ راه را برای او نیز هموار می سازد. بالاخره فینچ هم در جشن آخر سال در خانه استیفلر با مادر او به باکرگی خود پایان می دهد. سرانجام دوستان به این نتیجه رسیدند که باید به سوی اهداف والاتر در زندگی خود قدم بردارند و این مرحله از زندگی آنها دیگر تمام شده است .

## نقش‌ها
- جیسن بیگز در نقش جیمز «جیم» لونستین
- کریس کلاین در نقش کریس «آز» اوستریکر
- توماس ایان نیکلاس در نقش کوین مایرز
- آلیسون هانیگان در نقش میشل
- شانون الیزابت در نقش نادیا
- تارا رید در نقش ویکتوریا «ویکی»
- ادی کی توماس در نقش پائول فینچ
- شان ویلیام اسکات در نقش استیو استیفلر
- یوجین لوی در نقش نوح لونستین پدر جیم
- ناتاشا لیون در نقش جسیکا
- منا سوواری در نقش هذر
- جنیفر کولیج در نقش مادر استیفلر
- کریس اوون در نقش شرمن
- اریک لایولی در نقش آلبرت
- ساشا باره‌سی در نقش کورتنی

## دنباله های فیلم
این فیلم به صورت چندگانه سینمایی در سال های بعد نیز ساخته شد.
۱- پای آمریکایی ۲ (به انگلیسی: American Pie 2) در سال ۲۰۰۱
۲- عروسی آمریکایی (به انگلیسی: American Wedding) در سال ۲۰۰۳
۳- پای آمریکایی: اردوگاه نوار (به انگلیسی: American Pie: Band Camp) در سال ۲۰۰۵
۴- پای آمریکایی: مسیر برهنه (به انگلیسی: American Pie: The Nake Mile) در سال ۲۰۰۶
۵- پای آمریکایی:خانه بتا (به انگلیسی: American Pie: Beta House) در سال ۲۰۰۷
۶- پای آمریکایی: کتاب عشق (به انگلیسی: American pie: Book of Love) در سال ۲۰۰۹
۷- پای آمریکایی: تجدید دیدار (به انگلیسی: American Pie: Reunion) در سال ۲۰۱۲
۸- پای آمریکایی: قوانین دخترانه (به انگلیسی: American Pie: girls Rules) در سال ۲۰۲۰